# قاضی فدرال ایالات متحده
عنوان قاضی فدرال در ایالات متحده به معنی قاضی‌‎ای است که توسط رئیس جمهور ایالات متحده آمریکا منصوب شده و به موجب عبارت انتخاب قضات در ماده دوم قانون اساسی ایالات متحده آمریکا توسط مجلس سنای ایالات متحده آمریکا تأیید شده است.
علاوه بر دیوان عالی ایالات متحده آمریکا که وجود و تغییر برخی از جنبه‌های صلاحیت آن فراتر از قدرت‌های منبعث از قانون اساسی کنگره است، کنگره ۱۳ دادگاه استیناف (یا "دادگاه مدار ") با استیناف حوزه قضایی در مناطق گوناگون آمریکا، و ۹۴ دادگاه‌های ناحیه ایالات متحده آمریکا تأسیس کرده است. هر قاضی که به چنان دادگاه‌هایی منصوب شود را می‌توان یک قاضی فدرال دانست. چنین مناصبی قاضی ارشد، قاضی دستیار دیوان عالی، قضات مدار دادگاه‌های استیناف، و قضات دادگاه‌های ناحیه‌ای را در بر می‌گیرد.
این قضات را به دلیل این که قدرت قضایی واگذار شده به قوه قضائیه دولت فدرال در ماده سوم از قانون اساسی ایالات متحده را اعمال می‌کنند «قضات ماده سوم» می‌نامند. علاوه بر این قضات دادگاه بین‌المللی تجارت بر اساس ماده سوم به اعمال قدرت قضایی می‌پردازند. دیگر قضات مشغول به کار در دادگاه‌های فدرال را نیز گاهی قاضی فدرال می‌خوانند هر چند آنها را نه رئیس جمهور منصوب کرده نه سنا تأیید.
قضات معمولاً تا زمانی که استعفا دهند، بمیرند یا از منصبشان برکنار شوند کرسیشان را حفظ می‌کنند. گرچه سنت قانونی این است که قضات را نمی‌توان جز به وسیلهٔ استیضاح از سوی مجلس نمایندگان و سپس محکومیت در سنا برکنار کرد، دانشوران حقوقی متعددی استدلال کرده‌اند، که می‌توان با شکایت به دادگاه فدرال نیز قضات را برکنار کرد.